# Sajdun
Sajdun (arab. ‏صيدون‎) – nieistniejąca już arabska wieś, która była położona w Dystrykcie Ramli w Mandacie Palestyny. Została wyludniona i zniszczona podczas wojny domowej w Mandacie Palestyny, po ataku sił żydowskiej organizacji paramilitarnej Hagana 6 kwietnia 1948 roku.

## Położenie
Sajdun leżała w Szefeli, w odległości 9 km na południe od miasta Ramla. Leżała we wschodniej części wadi Sajdun. Według danych z 1945 roku do wsi należały ziemie o powierzchni 748,7 ha. We wsi mieszkało wówczas 210 osób.
| Własność gruntów | Powierzchnia gruntów [ha] |
| ---------------- | ------------------------- |
| Arabowie         | 609,9                     |
| Żydzi            | 122,1                     |
| publiczne        | 16,7                      |
| Razem            | 748,7                     |

| Rodzaj użytkowanych gruntów | Powierzchnia arabska [ha] | Powierzchnia żydowska [ha] |
| --------------------------- | ------------------------- | -------------------------- |
| uprawy nawadniane           | 4,9                       | 0                          |
| uprawy zbóż                 | 524,7                     | 109,8                      |
| nieużytki                   | 95,5                      | 12,3                       |
| zabudowane                  | 1,5                       | 0                          |

## Historia
Nie jest znana data założenia wioski. W wyniku I wojny światowej, w 1918 roku cała Palestyna przeszła pod panowanie Brytyjczyków, którzy utworzyli Mandat Palestyny. W okresie panowania Brytyjczyków Sajdun była małą wsią.

Przyjęta 29 listopada 1947 roku Rezolucja Zgromadzenia Ogólnego ONZ nr 181 zakładała podział Palestyny na dwa państwa: żydowskie i arabskie. Plan podziału przyznawał obszar wioski Sajdun państwu arabskiemu. Żydzi zaakceptowali plan podziału, jednak Arabowie doprowadzili dzień później do wybuchu wojny domowej w Mandacie Palestyny. Już w grudniu 1947 roku wieś zajęły arabskie milicje, które atakowały żydowską komunikację w okolicy. Z tego powodu siły żydowskiej organizacji paramilitarnej Hagana przeprowadziły operację Nachszon, podczas której 6 kwietnia 1948 roku siły Palmach zajęły wieś. Wysiedlono wówczas wszystkich jej mieszkańców, a większość budynków wyburzono.

## Miejsce obecnie
Tereny wsi pozostają opuszczone, ale pola przejęły żydowskie osady Karme Josef i Chulda. Palestyński historyk Walid Chalidi, tak opisał pozostałości wioski Sajdun: „Pozostaje tylko jeden dom. Ma płaski dach i koliste łukowate drzwi, jest wykorzystywany jako magazyn”.